# Баница (гмина Сенкова)
Баница (пол. Banica, русин. Баниця) — несуществующее село в Польше, находившееся на территории гмины Сенкова Горлицкого повята Малопольского воеводства.

## История
Первое упоминание о селе относится к 1629 году. Село было собственностью бецкому старосте. В 1665 году проживало 77 человек и находилось 13 домашних хозяйств. После 1772 года село перешло шляхтичу последнему беукому старосте Вильгельму Семенскому герба Домброва. Село лежало на дороге, по которой жители местных окрестных сёл проходили на ярмарку в Горлице В 1785 году в селе проживало 163 человек (в том числе 3 еврея). В XIX веке началась эмиграция жителей села США и Канаду. Большинство населения составли лемки, которые до 1933 года были грекокатоликами. После Тылявского раскола жители села в 1928 году перешли в православие и в 1933 году построили небольшую часовню.
В 1915 году возле села находился полевой госпиталь, о котором свидетельствует сохранившееся воинское кладбище Первой мировой войны. После Второй мировой войны в селе была построена школа.
В 1931 году в селе было 41 домов и проживало 245 человек. Осенью 1939 года после оккупации Польши в селе действовала украинская националистическая администрация, которая ввела обучение в школе на украинском языке.
28 августа 1944 года был сбит самолёт Handley Page Halifax военно-воздушных сил Великобритании, выполнявший специальное задание по доставке груза из итальянского города Бриндизи в восставшую Варшаву. Экипаж самолёта, состоящий из семи человек, погиб и их останки были похоронены местными жителями на месте крушения самолёта. В 1980 году останки лётчиков были эксгумированы и перезахоронены на Раковицком кладбище в Кракове. На месте крушения был установлен памятный знак, который 12 июня 2009 года был снесён по согласованию с родственниками родных лётчиков. 28 августа 2009 года была установлен новый памятный знак.
Осенью 1944 года взрослые жители села были депортированы в Германию на строительство окоп.
После Второй мировой войны часть до 90 % жителей села перебрались на Украину в во Львовскую и Тернопольскую области. В это же время в село вернулось несколько человек, депортированных в Германию. В 1946 году в окрестностях села действовали отряд УПА, который использовал Баницу в качестве своей базы. В 1947 году оставшиеся жители села в количестве 57 человек были во время операции «Висла» переселены в западную часть Польши.
В настоящее время в селе находятся два домовладения, которые используются в качестве летних пансионов. Через бывшее село проходят два туристических маршрута.

## Достопримечательности
- Памятный знак лётчикам, погибшим в 1944 году;
- Воинское кладбище времён Первой мировой войны.
- Руины часовни с калдбищем.

## Источник
- Czarne, Słownik geograficzny Królestwa Polskiego i innych krajów słowiańskich, Tom I (Aa — Dereneczna) , 1880.